# Ведьмак (дерево)
Ведьмак (пол. Wiedźmin), также известный как Мешко (пол. Mieszko) — вяз гладкий, растущий в Коморуве (Любушское воеводство, Кросненский повят, гмина Губин) и являющийся крупнейшим вязом в Европе, официально задокументированным.
Название дереву дано по одноимённой серии романов Анджея Сапковского: его выбрали по итогам местного народного голосования. Второе название, «Мешко», дано в честь польского князя Мешко I и используется местными лесничими.

## Размеры
У вяза короткий, но широкий и полый у основания ствол (высота полости достигает 5 м). Длина окружности ствола на высоте 1,3 м достигает 930 см (по данным на 2011 год). Высота дерева достигает 19 м, хотя Ведьмак в прошлом достигал высоты 35,5 м. Причина таких различий — гроза 2004 года, во время которой молния ударила в дерево и уничтожила часть кроны. Возраст дерева, по данным дендрохронологов от 2016 года, составляет не менее 463 лет.
Дерево упоминается в списке самых старых деревьев Польши от 1992 года, составленном Цезарием Пациняком: по данным от 1984 года, высота дерева составляла 35 м, длина окружности ствола достигала 887 см, а возраст составлял более 431 года.

## Статус
Ведьмак является памятником природы с 1971 года. Он располагается в местечке Коморув на улице Вязовой (до 2017 года улица носила имя Кароля Сверчевского). Вокруг дерева установлена металлическая сетка для защиты от вандалов. Рядом с деревом проходит «Тропа покаянных крестов по обоим берегам Одера».